# Шкіроїдові
Шкіроїдові (Dermestídae, Latreill, 1802) — родина жуків надродини Bostrichoidea. Описано понад 1400 видів шкіроїдів. Вони звичайно невеликі (3—9 мм завдовжки). Живляться рослинами та органічними рештками, чимало видів завдають значної шкоди запасам продуктів, матеріалів, музейним колекціям, шовківництву, меблям тощо.

## Зовнішній вигляд[3][4]
Основні ознаки:
- опукле, інколи приплющене, овальне тіло, у більшості видів вкрите волосками або лусочками;

- крім пари складних фасеткових очей, мають, як правило, ще й просте очко на лобі;

- вусики, звичайно, булавоподібні;

- задні тазики поперечні, із виїмкою для вкладання стегон, усі лапки п'ятичленикові;

- На надкрилах нема рядів точок або точкових борозенок, проте, на надкрилах (принаймні у їх задній частині) є тоненька борозенка уздовж шва;

- черевце має 5–7 стернітів.

Фото шкіроїдів див. на.

## Спосіб життя

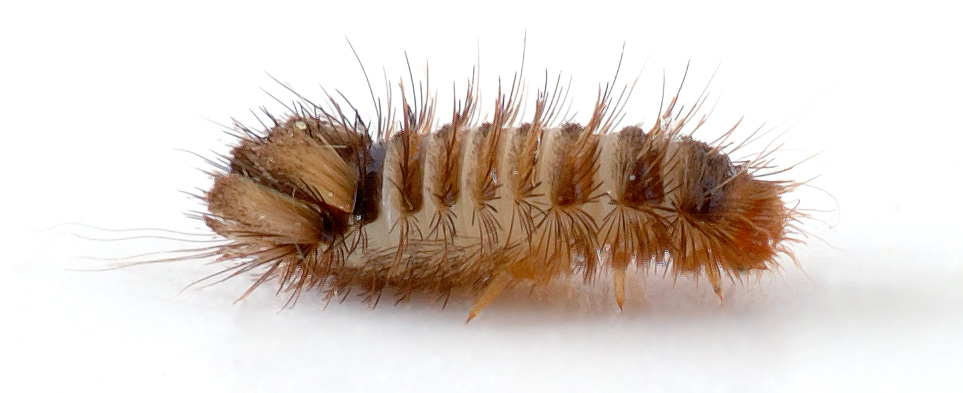
Личинка коров'якового шкіроїда Anthrenus verbasci

Активні удень, деякі — у сутінках. У разі небезпеки підгинають ноги, втягують вусики, падають і певний час лишаються нерухомими (танатоз). Живляться відмерлою органікою і пилком квітів. Чимало видів на стадії імаго не їдять зовсім, живучи за рахунок запасів, накопичених личинкою.
Личинки мають вигляд невеличких, дуже рухливих хробаків із досить твердими покривами і довгими волосками, що стирчать. Звичайно, розвиток їх відбувається на сухих органічних, здебільшого тваринних рештках — у гніздах птахів, ос, бджіл, джмелів, павуків, на падлі, під корою дерев і т. і. Імаго трапляються у цих самих місцях або на квітах. У житлі людини личинки трапляються у темних місцях — шпаринах підлоги, комірчинах, шухлядах шаф і т. і.

## Географічне поширення
Шкіроїди заселили майже весь суходіл, їх немає лише у полярній зоні і тундрі. Основна маса таксонів зосереджена у регіонах з сухим жарким кліматом — у пустелях і напівпустелях. У тропічних лісах їх небагато, ймовірно — через високу вологість.

## Класифікація
Родина Dermestidae поділяється на чотири підродини, 12 триби і 70 родів:
| - Підродина Dermestinae Триба Dermestini Рід Dermestes Рід Dermestinus Рід Montandonia Рід Dermalius Триба Marioutini Рід Mariouta Рід Rhopalosilpha Триба Thorictini Рід Thorictodes Рід Thorictus Рід Afrothorictus Рід Macrothorictus - Підродина Trinodinae Триба Thinodini Рід Evorinea | Рід Trinodes Рід Apsectus Рід Trinoparvus: Триба Trichelodini Рід Trichelodes - Підродина Orphilinae Триба Orphilini Рід Orphilus - Підродина Megatominae Триба Trilodriadini Рід Trilodrias Триба Attagenini Рід Attagenus Рід Trinoparvus Рід Aetriostoma Рід Novelsis Рід Sephrania | Триба Trichelodini Рід Trichelodes Триба Egidiellini Рід Egidiella Триба Anthrenini Рід Anthrenus Рід Nathrenus Рід Anthrenodes Рід Anthrenops Рід Florilinus Рід Solskinus Рід Peacockia Рід Helocerus Рід Rathenus Рід Neoanthrenus Триба Megatomini Рід Globicornis | Рід Pseudomesalia Рід Dearthrus Рід Hadrotoma Рід Turcicornis Рід Megatoma Рід Caucasotoma Рід Pseudohadrotoma Рід Hirtomegatoma Рід Zhantievus Рід Phradonoma Рід Paratrogoderma Рід Caccoleptus Рід Pecticaccoleptus Рід Bicacaccoleptus Рід Trogoparvus Рід Reesa Рід Trogoderma | Рід Labrocerus Рід Cryptorhopalum Рід Thaumaglossa Рід Hemiropallum Рід Claviella Рід Orphinus Рід Falsoorphinus Рід Curtorphinus Рід Adelaidia Рід Myrmeanthrenus Рід Anthrenocerus Рід Ctesias Рід Teresiomorpha Рід Pseudothaumaglossa Рід Reeveana Рід Tryoniopsis Рід Falsocryptorhopalum Рід Myocryptorhopalum |

## Значення у природі та житті людини
Подібно до інших груп тварин, шкіроїди є невід'ємною ланкою природних екосистем. Зокрема, вони є важливою складовою блоку редуценті. Завдяки їх діяльності речовини з сухої відмерлої органіки повертаються до кругообігу речовин і стають доступними для решти живих організмів. Шкіроїди входять до раціону багатьох хребетних тварин, зокрема, птахів

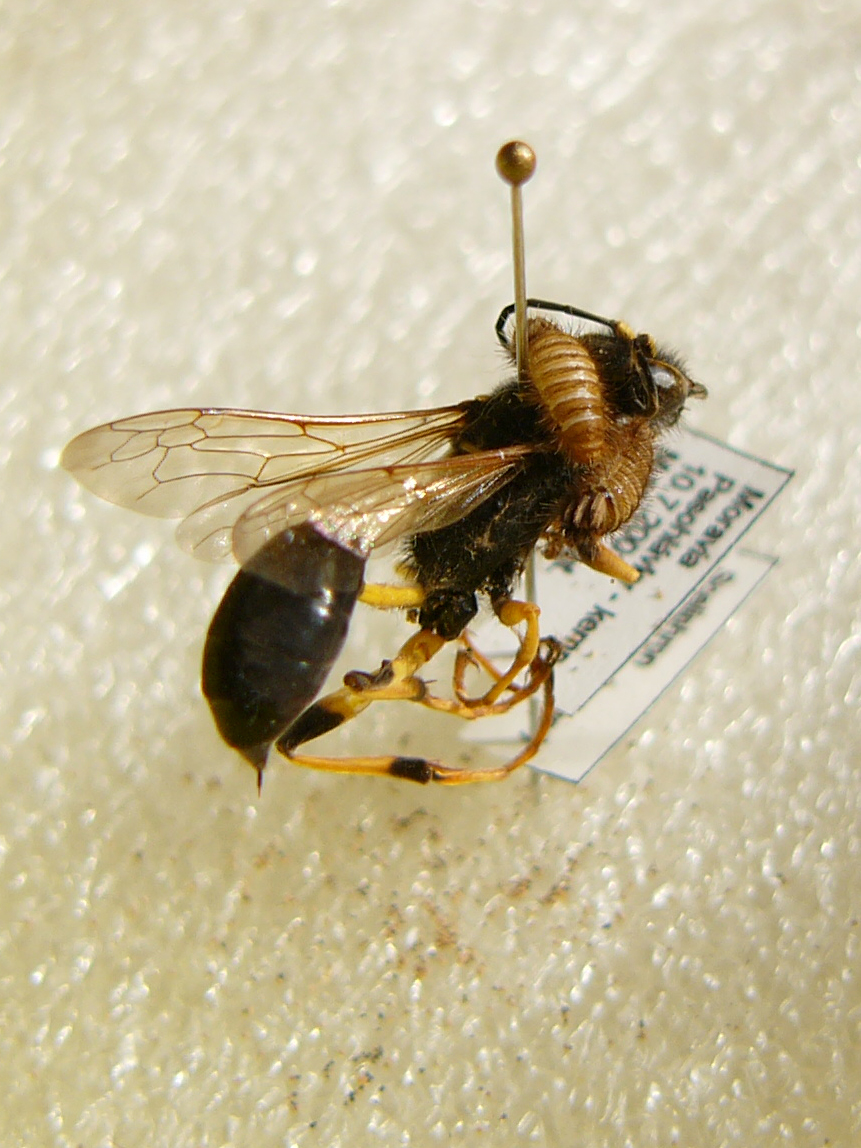
Личинки шкіроїда з роду Anthrenus гризуть комаху в ентомологічній колекції

Однак деякі види шкіроїдів стали небезпечними шкідниками продуктів (какао, порошкове молоко, фруктова сушка, в'ялена і копчена риба, м'ясо і м'ясні продукти), продуктових запасів та складованих матеріалів, шовківництва, шкіри, вовни хутра, пір'я, тканин й одягу з натуральних волокон (шерсть, льон, бавовна), клею, деревини, гербаріїв, зоологічних колекцій, зерна, музейних експонатів, архівних документів, палітурок книг , тощо. Вони є звичайними мешканцями людських осель і місць утримання тварин. Безпосередньої загрози здоров'ю людини вони не становлять. Їх личинки швидко розселюються із транспортуванням їх харчових субстратів. Тому деякі з них є карантинними шкідниками
До найважливіших шкідників відносяться шкіроїд бурий (Anthrenus fuscus), музейний жук (Anthrenus museorum), шкіроїд килимовий (Attagenus megatoma), шкіроїд шубний (Attagenus pellio), шкіроїд шинковий (Attagenus pellio), шкіроїд зерновий капровий жук (Trogoderma granarium), шкіроїд плямистий (Dermestes maculatus).
У судовій медицині й криміналістиці аналіз заселення шкіроїдами трупів може допомогти у визначенні часу смерті людини чи тварини. У музейній практиці шкіроїдів використовують, щоби швидко і якісно очистити свіжі скелети від решток м'яких тканин.